# 한국산업식품공학회
한국산업식품공학회는 식품산업에 관련된 산업적 기술 및 정책의 개발을 촉진하고 이론과 기술을 보급함으로써 식품산업의 발전에 기여함을 목적으로 2009년 12월 10일 설립된 대한민국 농림수산식품부 소관의 사단법인이다. 사무실은 경기도 안성시 대덕면 서동대로 4726, 809동 4101호 (중앙대학교)에 있다.